# (4650) Mori
(4650) Mori est un astéroïde de la ceinture principale découvert le 5 octobre 1950 par l'astronome allemand Karl Wilhelm Reinmuth. Le lieu de découverte est Heidelberg (024). Sa désignation provisoire était 1950 TF.